# باشقیرسکایا اورگینکا
باشقیرسکایا اورگینکا (انگلیسی: Bashkirskaya Urginka) یک شهرک در شهرستان زیانچورینسکی استان باشقیرستان کشور روسیه است.